# Coracina fimbriata
El oruguero menor (Coracina fimbriata) es una especie de ave paseriforme en la familia Campephagidae.
Se lo encuentra en Brunéi, Indonesia, Malasia, Myanmar, Singapur, y Tailandia.
Es un ave pequeña, de cola corta que mide unos 20 cm de largo. El macho es de color gris oscuro, más claro en sus partes inferiores con plumas que contrastan de color negruzco-negras, y cabeza negruzca. Su cola es negra con extremos claros, en tonos del blanco al grisáceo. La hembra es de color más claro con jaspeado claro en sus zonas inferiores. Las aves inmaduras son amarronadas con jaspeado gris y blanco o manchitas sobre el pecho claro. El iris es marrón, y su pico y patas son negras.
Habita en la península malaya y las islas mayores de la Sonda, donde es un ave ocasional en los bosques bajos y de las colinas (hasta 1000 m en Sumatra, y 1500 m en Java). Si bien el oruguero menor prefiere bosques primarios, también visita áreas vecinas cultivadas, plantaciones y jardines. Por lo general se mantiene en la zona superior de las copas de los árboles, donde se lo puede ver solo o en parejas y a menudo en bandadas mixtas. En invierno se forman pequeñas bandadas. Su dieta consiste de insectos.